# Mesoplaneet
Een mesoplaneet is een planeet die kleiner is dan de planeet Mercurius maar groter dan Ceres. De aanduiding mesoplaneet is door Isaac Asimov bedacht, maar zij worden tegenwoordig dwergplaneet genoemd. meso komt van het Oudgriekse μέσος voor tussen. Asimov schreef in zijn essay What's in a Name? in 1956 voor het eerst mesoplaneet en deed dat in 1991 weer in zijn boek Frontiers.
Toen Asimov de naam mesoplaneet voorstelde, voldeed enkel Pluto aan deze definitie. Er zijn nu verschillende planetoïden en planeten die aan deze definitie voldoen, onder andere: Eris, Makemake, Haumea, Sedna, Orcus, Quaoar en Varuna. De definitie van planeet werd op het congres van de Internationale Astronomische Unie IAU in augustus 2006 zo geformuleerd dat deze hemellichamen ook als planeet konden worden aangemerkt. Het zijn dwergplaneten. 
Sinds het verschijnen van het essay, zijn er verschillende hemellichamen ontdekt waarvan de grootte tussen Mercurius en Ceres ligt. Deze ontdekkingen zetten kracht bij de noodzaak om een afzonderlijke classificatie, zoals mesoplaneet, in te voeren. Hiervoor werd ook Plutino voorgesteld, maar die term wordt tegenwoordig alleen voor hemellichamen gebruikt in soortgelijke banen als Pluto.
Op het congres van de IAU in 2006 Pluton werd ook voorgesteld om de notie "Pluton" in te voeren, meer bepaald als aanduiding voor planeten die er meer dan 200 jaar over doen om rond hun zon te draaien. Alle plutonen zouden mesoplaneten zijn.

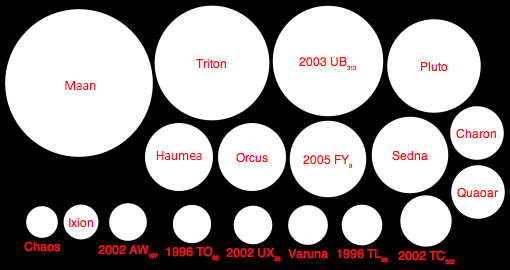
Vergelijking tussen de Maan, Neptunus' maan Triton en verschillende grote mesoplaneten